# Sociologie des émotions

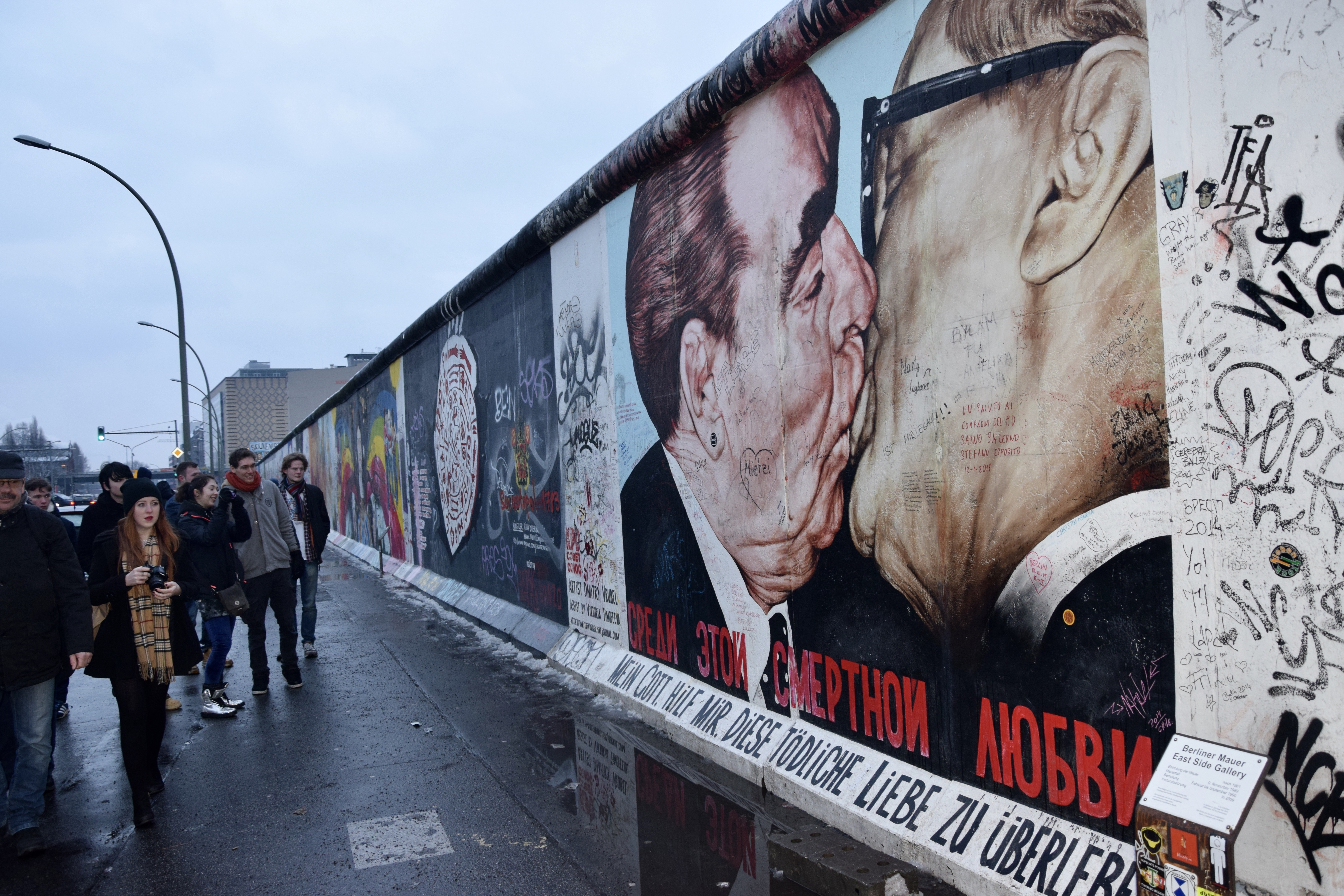
Mon Dieu, aide-moi à survivre à cet amour mortel - une photo de Leonid Brejnev et Erich Honecker dans un baiser fraternel socialiste.

Les recherches en sociologie des émotions deviennent de plus en plus nombreuses à partir des années 1970, alors que l'affect et les émotions font l'objet d'une attention renouvelée en psychologie. La section 25 (sociologie des émotions) de l'American Sociological Association est reconnue comme une section à part entière en 1986.
Arlie Russel Hochschild, Theodore Kemper ou Thomas Scheff sont quelques-uns des chercheurs les plus importants dans ce domaine. Le philosophe Rom Harré insiste également sur la nature sociale des émotions.

## Approches
L'approche la plus utilisée en sociologie des émotions est l'approche interactionniste, notamment développée par Arlie Russell Hochschild, Peggy A. Thoits et Shott qui identifient les émotions comme « des éléments existants dans l'organisme humain mais qui prennent des formes différentes exclusivement grâce aux relations sociales ; comme quelque chose qui se forme en même temps ».
L'approche constructiviste « considère les émotions comme des produits exclusifs de normes et de contextes socioculturels, qui varient d'une organisation sociale à l'autre. La manière de ressentir est entièrement constituée d'influences sociales à la biologie n'a aucune relation causale avec l'émotion » . Ces deux approches peuvent être combinées et complémentaires[réf. nécessaire].
La troisième approches est l'approche positiviste, développée notamment par Theodore Kemper qui comprend les émotions comme des phénomènes physiologiquement déterminés et d'origine naturelle. Cette approche est largement remise en cause[réf. nécessaire].
Jonathan H. Turner (en) et Jan E. Stets, proposent des subdivisions parmi lesquelles une approche qui concerne la théorie de l'échange (Peter M. Blau, Richard Emerson, Homans) qui comprend les émotions comme des moyens d'échanges et donc comme des outils de pouvoir et de contrôle social.

### Synthèses
- Nathalie Burnay (Dir), Sociologie des émotions. De Boeck Supérieur, « Ouvertures sociologiques », 2022,  (ISBN 9782807337855). DOI : 10.3917/dbu.burna.2022.01.
- Jack Barbalet (dir.), Emotions and Sociology, Blackwell Publishing, 2002.
- Massimo Cerulo. « Les émotions dans la recherche sociologique : théories et concepts », Sociétés, vol. 160, no. 2, 2023, pp. 23-32.
- Fabrice FERNANDEZ, Samuel LEZE, Hélène MARCHE (dir.), Les émotions. Une approche de la vie sociale, Paris, Les Éditions des Archives Contemporaines, 2014[3].
- Jonathan Turner et Jan Stets, « Sociological Theories of Human Emotions », Annual Review of Sociology, 32, 2006, p. 25-52.

### Autres sources
- Émotions et sentiments : une construction sociale. Approches théoriques et rapports aux terrains, Maryvonne Charmillot, Caroline Dayer, Francis Farrugia, Marie-Noëlle Schurmans (dir.), Paris, l’Harmattan, Sociologie de la connaissance, Coll. Logiques sociales, 2008.
- Ces émotions qui nous fabriquent. Ethnopsychologie de l’authenticité, Vinciane Despret, Le Plessis-Robinson, Institut Synthélabo, Coll. Les Empêcheurs de penser en rond, 1999.
- « Émotion et société : un enjeu sociologique », Marcel Drulhe, Face à Face. Regards sur la santé, Émotions, corps et santé : « un gouvernement par la parole ? », no 9, octobre, 2006, p. 12-17.
- Les formes élémentaires de la vie religieuse. Le système totémique en Australie, Émile Durkheim, Paris, PUF, 1960.
- La société des individus, Norbert Elias, Paris, Fayard, 1987.
- La solitude des mourants, Norbert Elias, Paris, Bourgois, Coll. « Détroits », 1987.
- La civilisation des mœurs, Norbert Elias, Paris, Calmann-Lévy, 1973.
- La dynamique de l’Occident, Norbert Elias, Paris, Calmann-Lévy, 1975.
- Les mots, la mort, les sorts, Jeanne Favret-Saada, Paris, Gallimard, 1977.
- Le langage social des émotions. Études sur les rapports au corps et à la santé, (Fabrice Fernandez, Samuel Lézé, Hélène Marche), Paris, Anthropos-Economica, Coll. Sociologiques, 2008.
- The managed heart, commercialization of human feeling, Hochschild A. R., Berkeley, University of California Press, 1983.
- « Travail émotionnel, règles de sentiments et structure sociale », Hochschild A.R., Travailler, 2003, no 9, p. 19-49.
- « L’expression obligatoire des sentiments », Marcel Mauss, Essais de sociologie, Paris, Minuit, 1968 [1921]), p. 81-88.
- Le travail émotionnel des soignants à l’hôpital. Le corps au cœur de l’interaction soignant-soigné, Catherine Mercadier, Paris, Éditions Seli Arslan, 2002.